# Dolegna di Vipacco
Dolegna di Vipacco (in sloveno Dolenje, in tedesco Dolleine) è un paese della Slovenia, frazione del comune di Aidussina.
La località , che si trova a 127.7 metri s.l.m. ed a 24.8 kilometri dal confine italiano, è situata sulla sponda sinistra del fiume Vipacco a 2.9 km dal capoluogo comunale.

L'insediamento (naselja) è anche costituito dagli agglomerati di: Bačarji e Novak.
Durante il dominio asburgico Dolegna di Vipacco fu frazione del comune di Planina di Aidùssina.

## Corsi d'acqua
Fiume Vipacco (Vipava); torrente Cùbel  o Hubel (Hubelj)